# Pics de Combeynot
Pics de Combeynot - zwarty zespół trzech szczytów w Alpach Delfinackich we Francji. Stanowi północną część Masywu Combeynot, stanowiącego najbardziej na północny wschód wysuniętą część grupy górskiej Écrins.
W zespole można wyróżnić trzy wierzchołki: wschodni - Pic Est de Combeynot (3145 m n.p.m.), centralny - Pic Ouest de Combeynot (3155 m n.p.m.) oraz zachodni - Roc Noir (3117 m n.p.m.). Od wierzchołka wschodniego w kierunku północnym opada grań zakończona szczytem Les Clochettes (2561 m n.p.m.), natomiast w kierunku południowo-wschodnim - grań kończąca się szczytem Rocher de Guerre (2835 m n.p.m.). Od szczytu Roc Noir łukiem w kierunku zachodnim, a następnie północnym opada grań zakończona szczytem Pyramide de Laurichard (2770 m n.p.m.). Od wierzchołka centralnego w kierunku południowym biegnie grań, która przez płytką przełączkę (Brèche du Vallon de la Route, 2914 m n.p.m.) łączy omawiany zespół z grupą szczytu Pic du Lac de Combeynot (3089 m n.p.m.), natomiast w kierunku północnym opada grzęda, schodząca wprost na przełęcz Lautaret (2058 m n.p.m.). Granią tą, przez wierzchołek centralny i dalej wspomnianą grzędą na przełęcz Lautaret biegnie granica regionów Rodan-Alpy i Prowansja-Alpy-Lazurowe Wybrzeże. W kotlinie położonej na południe od szczytu wschodniego, stanowiącej zamknięcie dolinki Fontenil (fr. vallon du Fontenil) znajduje się jezioro Combeynot.
Granią przez wymienione wyżej trzy wierzchołki masywu biegnie granica Parku Narodowego Écrins. Północno-zachodnie stoki masywu, pozostające poza granicą ścisłej ochrony Parku, obejmuje narodowy rezerwat przyrody Pics du Combeynot. Jego tereny stanowią rejon przewidziany do uprawiania w sezonie zimowym wysokogórskiej turystyki narciarskiej.